# غيل يابي يابو
غيل دونالد يابي يابو (بالفرنسية: Gilles Yapi-Yapo) (مواليد 30 يناير 1982 في أبيجان) لاعب كرة قدم عاجي دولي يجيد اللعب في خط الوسط. لعب لصالح نادي بازل السويسري عام 2010.

## روابط خارجية
- غيل يابي يابو على موقع الاتحاد الدولي (مؤرشف)  (الإنجليزية)
- غيل يابي يابو على موقع قاعدة بيانات كرة القدم.إي يو (الإنجليزية)
- غيل يابي يابو على موقع بيانات كرة القدم. دي إي (الألمانية)
- غيل يابي يابو على موقع ناشيونال فوتبول تيمز (الإنجليزية)
- غيل يابي يابو على موقع Soccerway.com (الإنجليزية)
- غيل يابي يابو على موقع AS.com (الإسبانية)